# Selen (Name)
Selen ist ein türkischer (überwiegend) weiblicher Vorname mit der Bedeutung „gute Nachricht“, auch „Reichtum, Überfluss“, der auch als Familienname auftritt.

## Namensträger

### Weiblicher Vorname
- Selen Kara (* 1985), deutsche Theaterregisseurin
- Selen Soyder (* 1986), türkische Schauspielerin
- Selen Altunkulak (* 1997), französisch-türkische Fußballspielerin

### Familienname
- Emre Selen (* 1994), türkischer Fußballspieler
- Fikriye Selen (* 1975), türkische Boxerin
- İsmail Selen (1931–1991), türkischer General
- Nevin Selen (1925–2005), türkischer Hochschullehrer
- Sinan Selen (* 1972), deutscher Verwaltungsjurist und Vizepräsident des BfV